# 何並
何並（?—?），字子廉，西漢晚期官員，其祖父由於擔任二千石官吏的緣故，自平輿（今河南省平輿縣）遷居到平陵（今陝西省咸陽市西北）。何並為官不畏強梁、立身嚴正，他任職穎川郡太守期間，政績卓著，名聲僅次於黃霸。

## 生平

### 何武賞識
何並初為郡吏，後升任大司空屬員，在何武手下任職。何武欣賞他的志向與氣節，以何並能處理繁重難雜的政務推舉他，因何武的舉薦，何並得以出任長陵縣县令，任內路不拾遣。

### 偽斬林卿
起初，邛成太后的娘家王氏地位尊貴，而王氏族人之一的侍中王林卿與地方豪強相勾結，名躁京師。後來其因犯法被免職，門下賓客越來越多，王林卿回到長陵縣祭掃祖先的坟墓，在當地逗留多日痛飲不止。何並恐怕他犯法，便親自登門拜見，對王林卿說：「在這冢舍之間與郊野之外不宜久留，您應當盡快回去。」林卿說：「好的。」此前王林卿曾殺死與奴婢私通之人，並把他埋在冢舍裡，何並全部知道，但因不是在自己任上發生的事，又看到他新近被免去官職，所以不打算揭發檢舉他，只想讓王林卿別繼續逗留在長陵而已，於是立即派遣官吏送王林卿離境。王林卿素來驕橫，認為這會在賓客前丟臉，何並考慮到王林卿可能會發生變故，於是預備著車馬等著。王林卿雖然離開長陵，但在北渡涇橋後，又派遣一名騎奴回到官府大門，拔刀割裂懸掛的鼓。
何並因此親自率領官吏和兵士追趕王林卿。追了數十里後，王林卿感到萬分危急，於是讓奴僕戴上他的帽子，披上他的襜褕代替自己坐在車裡，讓騎馬的奴僕跟隨在後方，而自己則更換服裝抄小路疾馳而去。到了傍晚，何並終於追到，捕獲那名冒充王林卿的奴僕，奴僕說：「我不是侍中，只是個奴僕罷了。」何並心裡明白王林卿已經逃脫，便假意說：「王君在無路可逃時，竟自稱是奴僕，難道以為這樣就可逃脫死亡嗎？」隨即喝令屬員砍下他的頭顱帶回來，懸掛在割破的鼓上，放在都亭下，寫明其事道：「原侍中王林卿犯了殺人罪，還把屍體藏在守護墳墓的房舍裡，又唆使奴僕割裂官府門前的鼓。」官吏和百姓都驚恐萬狀。由於王林卿逃亡在外，眾人議論紛紛，以為他真的死了。成帝太后王政君以邛成太后一向疼愛王林卿的緣故，聽到消息後也傷心落淚，並把這件事告訴給汉哀帝。漢哀帝問明情況，認為這件事何並辦的好，提拔何並擔任陇西郡太守。

### 捕殺豪強
後來何並改調颍川郡，接替陵阳县人嚴翔為太守。嚴翔本是憑藉孝行任官的，他把下屬們看作自己的老師或朋友，有了過失總是閉門自責，從來不大說話，郡中秩序因而混亂，王莽派遣使者徵召嚴翔，官府屬員數百人為他設筵宴餞行，嚴翔伏在地上哭了起來。僚屬們說：「明府君接受吉祥的徵兆，不應當這樣子。」嚴翔說：「我是哀憐穎川的士人，我哪值得擔憂呢！我是因為軟弱無能才被徵召，朝廷必然會選擇剛猛之人來接替。接替者一旦到來，有人將會因此倒下，所以感到很哀傷。」嚴翔到達京城，被賜封為美俗使者。
當時穎川人鍾元為尚书令，兼領廷尉，管事有權。他的弟弟鐘威擔任穎川郡府的屬吏，非法貪贓千金。何並出任太守，曾去拜訪鐘元，鐘元摘下帽子替弟弟請求減死罪一等，希望盡早接受髡鉗的刑罰。何並說：「治罪的依據在於你弟弟自身和國家的法律，不在於太守。」鍾元感到害怕，急速派人去告訴弟弟。陽翟的輕浮俠客趙季、李款供養著許多賓客，憑藉暴力侵奪地方百姓的財物，甚至姦污人家的妻女，還抓住官吏們的短處，在郡裡肆無忌憚地胡作非為，他們聽聞何並將要到任，都逃走了。何並到任後立即招來勇猛及通曉儒學法律的官吏多達十人，派文吏審理三人的案件，派武吏前往逮捕他們，各有所辦的事。何並告誡百姓說：「這三個人不是辜負了太守，而是違犯了王法，所以不得不加以懲治。鐘威所犯的罪行大多在大赦之前，將他驅趕入函谷关，不讓他為害民間，如果他不進關，就把他抓起來。趙、李凶暴險惡，雖然他們逃得很遠，也應當取得他們的頭顱，以謝百姓。」鐘威依仗他哥哥的權勢，留住在雒陽，追捕的官吏與他搏鬥後將其擊殺。還在別郡抓到趙季、李款，取了他們的首級回來，何並把這三名罪犯的頭顱皆懸掛在鬧市上，並把他們定罪的全部罪證公諸於世。郡中因此平靜，何並表彰善行，重視人才，在穎川有口皆碑，名聲僅次於黃霸。何並秉性清廉，妻室兒女不到官府的住舍。

### 因病逝世
幾年後何並去世，在其病危時，何並叫來屬吏寫下遺書，說：「告知兒子何恢，我平生無功白食俸祿的日子已有很長一段時間了，死後雖說應當得到法定的喪禮費用，不要領受。下葬時用小槨，只要能放得下棺材就行了。」何恢照著父親的遺言辦理後事。日後王莽拔擢何恢擔任關都尉。东汉建武年間以何並的孫子為郎官。

## 延伸閱讀
[在维基数据编辑]
 《漢書·卷077》，出自班固《漢書》